# El exótico Hotel Marigold
El exótico Hotel Cempasúchil (título original, The Best Exotic Marigold Hotel) es una película británica de 2011 de género comedia dramática, dirigida por John Madden. El guion, escrito por Ol Parker, está basado en la novela These Foolish Things (2004) de Deborah Moggach.
La película presenta un reparto coral constituido por Judi Dench, Bill Nighy, Maggie Smith, Tom Wilkinson, Penelope Wilton, Ronald Pickup, Celia Imrie y Dev Patel.
Fue producida por Participant Media y Graham Broadbent con un presupuesto de 10 millones de dólares. En enero de 2014, se anunció la producción de la secuela El nuevo exótico Hotel Marigold donde director y actores repetirían en sus papeles.

## Sinopsis
Un grupo de británicos de la tercera edad viaja a la India para disfrutar de su jubilación, atraídos por la publicidad del renovado hotel Marigold. Sin embargo, lo que encuentran a su llegada no es ni la sombra de lo que el hotel fue en sus mejores tiempos.
Al principio, estos recién llegados se muestran inseguros acerca de lo que el futuro puede depararles, pero a medida que empiezan a establecer nuevas amistades y a realizar inesperados descubrimientos, se dan cuenta de que la vida y el amor pueden surgir de nuevo cuando consiguen dejar atrás su pasado.

## Elenco
- Judi Dench como Evelyn Greenslade.
- Bill Nighy como Douglas Ainslie.
- Penelope Wilton como Jean Ainslie.
- Maggie Smith como Muriel Donnelly.
- Tom Wilkinson como Graham Dashwood.
- Dev Patel como Sonny Kapur.
- Ronald Pickup como Norman Cousins.
- Celia Imrie como Madge Hardcastle.
- Tina Desai como Sunaina.
- Lillete Dubey como Sra. Kapur
- Ramona Márquez como la nieta de Madge Hardcastle.
- Sara Stewart como la hija de Madge.
- Paul Bhattacharjee como el Dr. Ghujarapartidar. (esta fue la última aparición de este actor antes de su suicidio en 2013)
- Diana Hardcastle como Carol.
- Liza Tarbuck como la enfermera Karen.
- Louise Brealey como la peluquera.

## Estreno
La cinta se exhibió el 30 de noviembre de 2011 en el festival italiano de cine Le Giornate Professionali di Cinema, en Sorrento y el 17 de febrero de 2012 en el Glasgow Film Festival, antes de estrenarse en el Reino Unido e Irlanda el 24 de febrero de 2012. En marzo y abril del mismo año, se extendió el estreno a más de 26 países.
En Estados Unidos, la película tuvo un estreno limitado el 4 de mayo de 2012, proyectándose solo en 27 cines, seguido de un gran estreno el 25 de mayo de 2012, cuando se proyectó en 1233 cines. En México se estrenó el 4 de mayo de 2012.

### Recaudación
Hasta el 26 de julio de 2012, la película logró recaudar 44 millones de dólares en Norteamérica y 85 millones de dólares en otros países, recaudando un total de 129.9 millones de dólares.

## Premios
| Premio                           | Categoría                                                                  | Receptor(es)                                                                                                | Resultado |
| -------------------------------- | -------------------------------------------------------------------------- | --- | --------- |
| British Independent Film Awards  | Mejor Película Independiente Británica                                     | Graham Broadbent, Peter Czernin                                                                             | Nominada  |
| British Independent Film Awards  | Mejor Director de una Película Británica Independiente                     | John Madden                                                                                                 | Nominada  |
| British Independent Film Awards  | Mejor Interpretación de una Actriz en una Película Británica Independiente | Judi Dench                                                                                                  | Nominada  |
| British Independent Film Awards  | Mejor Actor Secundario                                                     | Tom Wilkinson                                                                                               | Nominada  |
| British Independent Film Awards  | Mejor Actriz Secundaria                                                    | Maggie Smith                                                                                                | Nominada  |
| Premios Bafta                    | Mejor película británica                                                   | | Nominada  |
| Premios del Cine Europeo         | Premio de la Audiencia                                                     | John Madden                                                                                                 | Nominada  |
| Globos de Oro                    | Globo de Oro a la mejor película - Comedia o musical                       | | Nominada  |
| Globos de Oro                    | Globo de Oro a la mejor actriz - Comedia o musical                         | Judi Dench                                                                                                  | Nominada  |
| Premios del Sindicato de Actores | Premio del Sindicato de Actores al mejor reparto                           | Judi Dench, Celia Imrie, Maggie Smith, Bill Nighy, Dev Patel, Ronald Pickup, Tom Wilkinson, Penelope Wilton | Nominada  |
| Premios del Sindicato de Actores | Mejor actriz de reparto                                                    | Maggie Smith                                                                                                | Nominada  |